# Salsola dolichostigma
Salsola dolichostigma är en amarantväxtart som beskrevs av Viktor Petrovitj Botjantsev. Salsola dolichostigma ingår i släktet sodaörter, och familjen amarantväxter. Inga underarter finns listade i Catalogue of Life.